# شريفة فاضل
شريفة فاضل (15 سبتمبر 1938 - 5 مارس 2023)، مغنية وممثلة مصرية.

## عن حياتها
ولدت في مدينة القاهرة وهي حفيدة المقرئ أحمد ندا، تدربت على أيدي أساطين الإنشاد الديني والموسيقى، التحقت بمعهد الفنون المسرحية، اشتهرت بأغنية «أمانة يا بكرة» في الخمسينيات، وتزوجت من المخرج السيد بدير الذي أسند إليه بطولات عديدة وفي الستينيات اشتهرت بأغنيتها «حارة السقايين»، وعملت فيلماً بنفس الاسم. وفي السبعينيات إستشهد ابنها سيد السيد بدير في حرب أكتوبر، وغنت أغنية «أم البطل»، أثناء الحرب، وحققت نجاحاً كبيراً، ومن أغنياتها «أمانة يا بكرة»، «سألت فين حيناً»، «حارة السقايين»، «يا حلو فهمنا»، «يا معجباي»، «ورق العنب»، «آه يالمكتوب»، «الليل»، أنتجت لنفسها بعض الأغنيات، وأسست كازينو الليل بشارع الهرم. كما أن من أشهر وأبرز أغانيها في وداع شهر رمضان هي أغنية "تم البدري بدري" وأغنية "والله لسه بدري يا شهر الصيام".

## أعمالها الفنية

### الأفلام
- 1947: الأب
- 1948: اللعب بالنار
- 1951: وداعا يا غرامي
- 1951: أولادي
- 1957: ليلة رهيبة
- 1959: مفتش المباحث
- 1962: سلوى في مهب الريح
- 1966: حارة السقايين
- 1967: غازية من سنباط
- 1970: الحب والثمن
- 1974: امرأة حائرة
- 1978: سلطانة الطرب
- 1985: تل العقارب

### المسلسلات
- 1971: عجيب أفندي

### المسلسلات الإذاعية
- 1971: هذا الحب هل يموت

## وصلات خارجية
- شريفة فاضل على موقع IMDb (الإنجليزية)
- شريفة فاضل على موقع الدهليز
- شريفة فاضل على موقع قاعدة بيانات الأفلام العربية
- شريفة فاضل على موقع ميوزك برينز (الإنجليزية)
- شريفة فاضل على موقع ديسكوغز (الإنجليزية)